# Büchen
Büchen ist eine Gemeinde im Kreis Herzogtum Lauenburg in Schleswig-Holstein.

## Geographie

### Lage
Die Gemeinde liegt an der Mündung der Steinau in die Delvenau (heute in den Elbe-Lübeck-Kanal). Die Gemeinde liegt relativ zentral im Herzogtum Lauenburg. Ungefähr 30 Kilometer weiter westlich befindet sich Hamburg.

### Gliederung

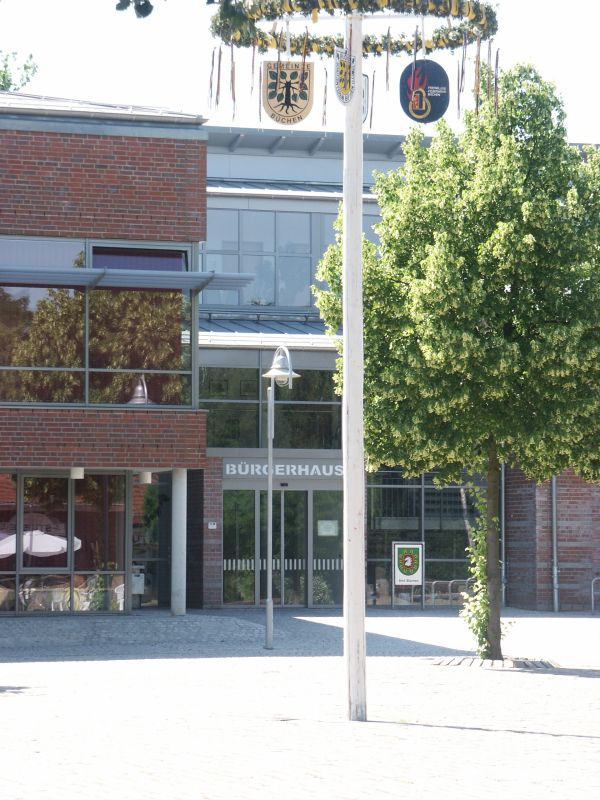
Büchen (Zentrum), Bürgerhaus

Büchen ist die größte Gemeinde des gleichnamigen Amtes. Es besteht aus den vor dem Groß-Hamburg-Gesetz von 1937 souveränen Dörfern Pötrau, Nüssau, Büchen-Dorf und dem relativ jungen Ortskern Büchen (früher: Büchen-Bahnhof).

## Geschichte

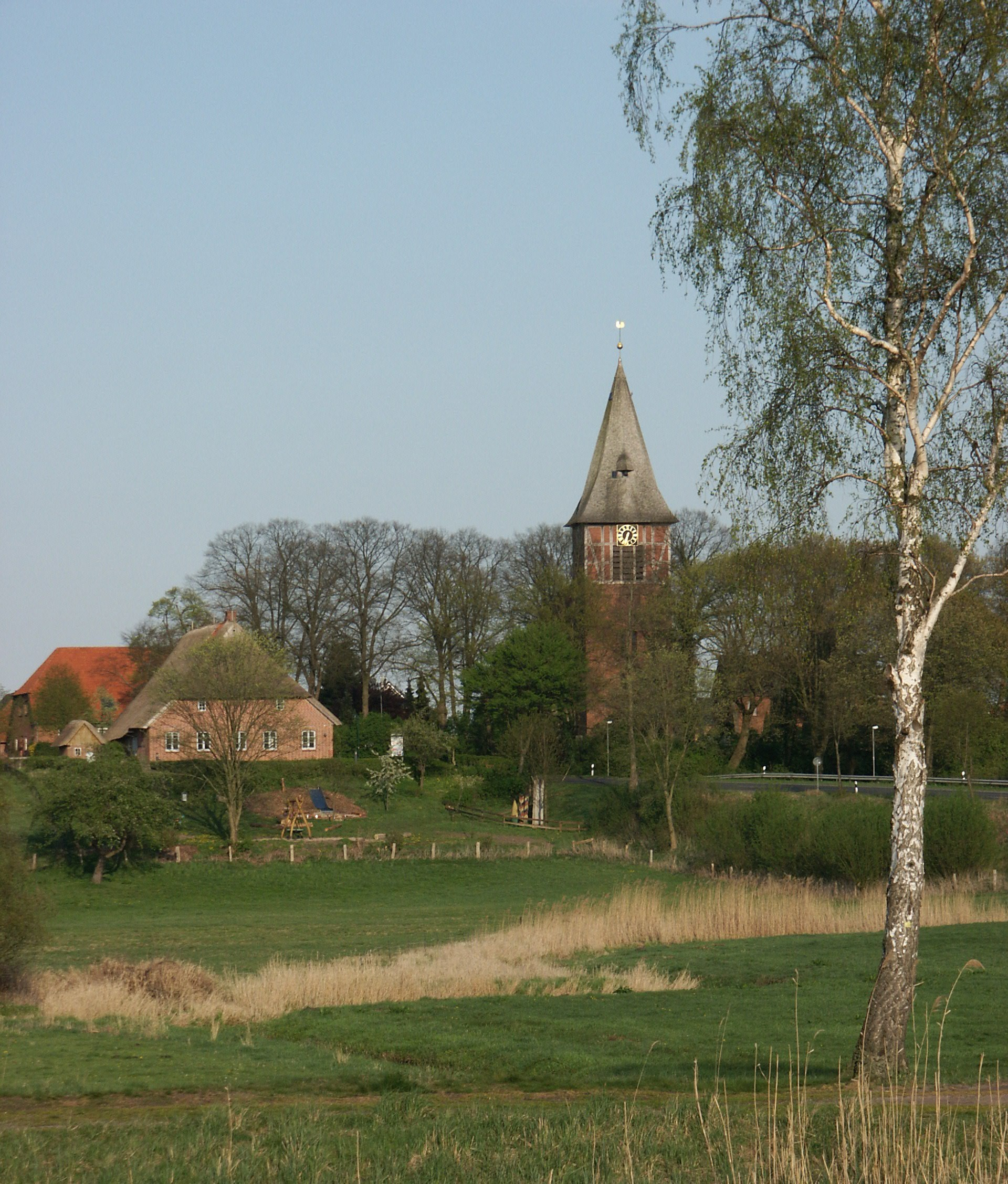
Büchen-Dorf

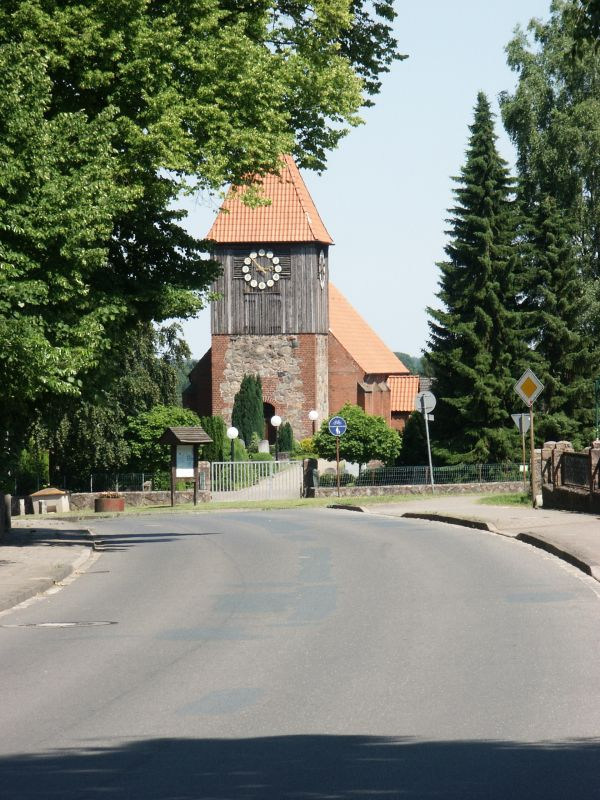
Büchen-Pötrau

### Jastorf-Kultur
Im Jahre 2018 wurden im Rahmen einer Rettungsgrabung 550 Urnengräber der vorrömischen Eisenzeit entdeckt, die aus der Zeit zwischen 550 v. Chr. und Christi Geburt stammen. Besonders hervorzuheben ist ein Holsteiner Gürtel, der aufwändig gearbeitet ist und lange in Gebrauch war. Das wenig nördlich befindliche Gräberfeld von Pötrau aus derselben Epoche ging im Zweiten Weltkrieg verloren. Die ältesten Lesefunde stammen aus der Steinzeit und der Bronzezeit.

### Limes Saxoniae, Ersterwähnung
Bei Büchen-Dorf verlief um 800 der Limes Saxoniae (Sachsenwall). Das heutige Büchen-Dorf fand jedoch erst im Jahr 1230 unter dem Namen „Boken“ (Buche) im Ratzeburger Zehntregister erstmals Erwähnung. Die Marienkirche, die Kirche des Dorfes, wurde um 1200 erbaut. Die Marienkirche galt wegen des prächtigen Marienbildes als ein berühmter Wallfahrtsort.
Schon im Mittelalter soll Büchen wegen seiner zentralen Lage im Herzogtum Lauenburg Tagungsort von Ritterversammlungen gewesen sein.

### Seit dem 14. Jahrhundert
Von 1391 bis 1398 wurde der Delvenau-Stecknitz-Kanal als erste wasserscheidenüberwindende Schifffahrtsstraße Nordeuropas gebaut, um den Transport von Salz zwischen den Salinen in Lüneburg und der Hansestadt Lübeck zu erleichtern. Mit der Eröffnung des Stecknitz-Kanals verlor die Alte Salzstraße an Bedeutung für den Warentransport.
Im Dreißigjährigen Krieg verschwand das prächtige Marienbild der Marienkirche. Daher verlor die Marienkirche offenbar ihre Bedeutung als Wallfahrtsort nach dem Dreißigjährigen Krieg. Während des besagten Krieges lagerten Truppen Tillys bei Büchen.
Während seiner Dienstzeit im Freikorps der Lützower Jäger im Jahr 1813 soll Theodor Körner hier kreativ tätig gewesen sein, als er sich von einer Schlacht ausruhte.
Im Jahre 1846 wurde die Eisenbahnlinie zwischen der Hansestadt Hamburg und Berlin durch Büchen gebaut, weit geschichtsträchtiger ist jedoch die Lübeck-Büchener Eisenbahn (LBE). Ab 1851 verband sie Lübeck mit Büchen und stellte so die erste Eisenbahnverbindung zwischen Hamburg und Lübeck dar, da ein direkter Weg durch das seinerzeit dänische Holstein vermieden wurde.
Ab 1900 siedelten sich um den Bahnhof, der damals zur Gemeinde Pötrau mit 72 Einwohnern gehörte, immer mehr Menschen an und so wuchsen die weit auseinander liegenden Dörfer Nüssau, Pötrau und Büchen (-Dorf) zusammen. Wegen der sehr viel höheren Einwohnerzahl in Büchen-Bahnhof wurde der Zusatz weggelassen, dafür bekam das damalige Büchen den Zusatz „-Dorf“.
Im Jahre 1900 wurde des Weiteren auch der auf der Trasse des Stecknitzkanals gebaute Elbe-Lübeck-Kanal eröffnet, der die Elbe mit der Ostsee verbindet.
Durch das Arbeiten des schwedischen Physikers Alfred Nobel in Krümmel bei Geesthacht lag Büchen als Bauort für eine Sprengstofffabrik im Jahre 1915 sehr nahe. Es lag an der Bahnstrecke nach Lübeck in der damaligen Gemeinde Nüssau. Im Jahre 1925 wurde das Unternehmen von Dynamit Nobel aufgekauft. Das Werk wurde 1931 stillgelegt, die Anlagen verkauft oder gesprengt.
Am 1. Oktober 1937 entstand aus den historischen Gemeinden Büchen (östlich der Delvenau, heute Büchen-Dorf), Nüssau (nördlich der Steinau) und Pötrau (südlich der Steinau einschließlich eines Streifens bis etwa hin zu den heutigen Discountermärkten) die neue Gemeinde Büchen.

### Zum Ende des Zweiten Weltkrieges

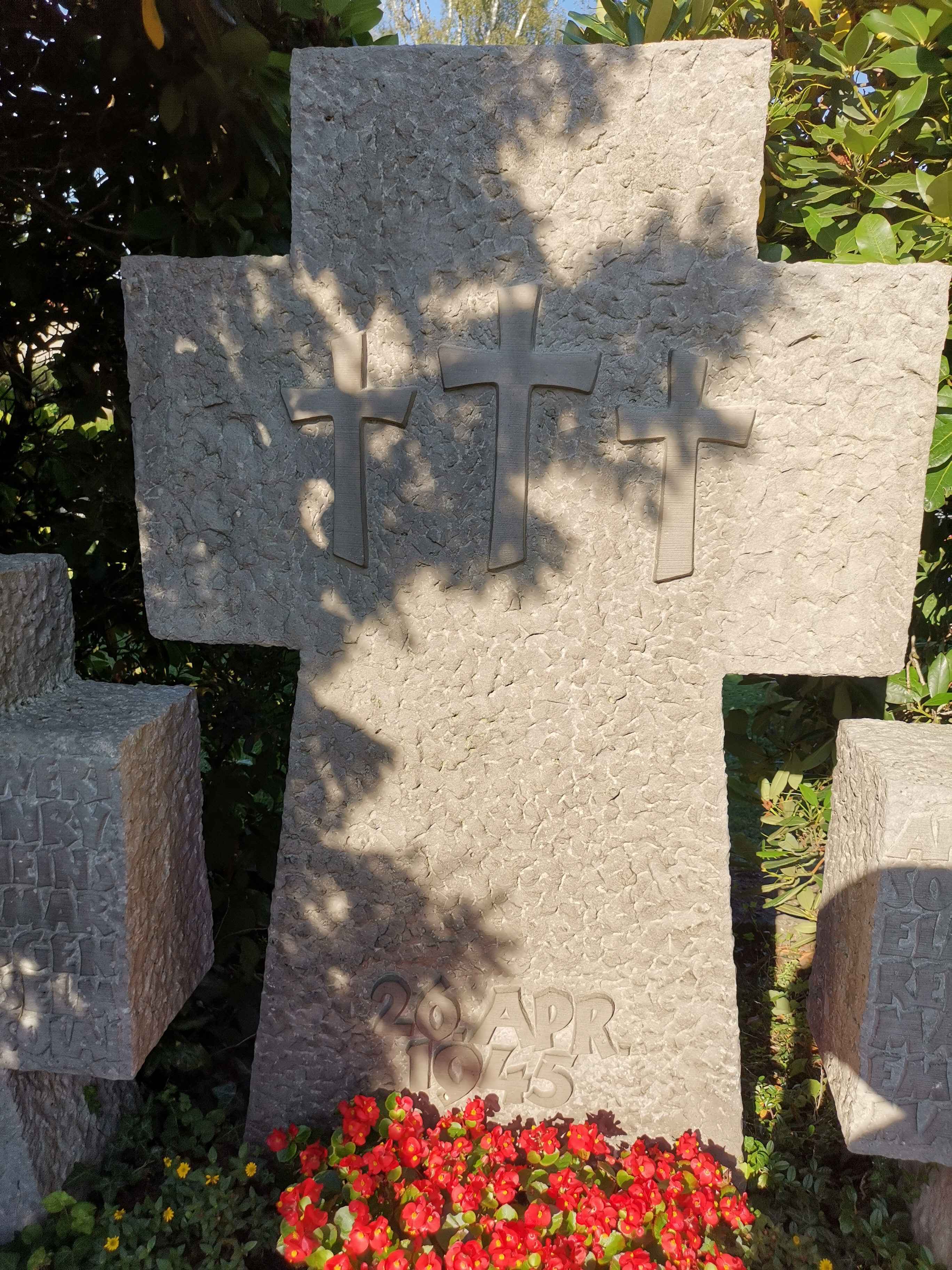
Kriegsgräberstätte Friedhof Büchen-Pötrau

In der Endphase des Zweiten Weltkrieges erfolgte auch auf den Ort Büchen ein alliierter Luftangriff: Dieser wurde am 26. April 1945 geflogen und verursachte erhebliche Schäden am Büchener Bahnhof. Weitere Ziele waren ein Flugfeld sowie ein im Bau befindliches Luftwaffentanklager.
Am 30. April bezogen restliche deutsche Einheiten Stellungen zwischen dem Elbe-Lübeck-Kanal bei Büchen über Nüssau bis kurz vor Müssen. In den frühen Morgenstunden des 1. Mais wurde das direkt südlich von Büchen gelegene Witzeeze von britischen Truppen eingenommen. Diese drangen sodann in das südlich von Büchen gelegene Waldstück bei Hellberg ein. Kurz darauf kam es zu einem schweren Gefecht um den Bahnhof Büchen. Hierbei wurden zahlreiche der dortigen Häuser beschädigt oder zerstört. Die Kämpfe zogen sich über den ganzen Tag hin. Am späten Nachmittag wurde der Büchener Ortsteil Pötrau und am Abend schließlich der Büchener Bahnhof eingenommen. In der Folge gerieten 166 deutsche Soldaten in Kriegsgefangenschaft.
An besagten Tag kam es noch zu kleineren Kampfhandlungen beim benachbarten, nordwestlich von Büchen gelegenen Müssen und beim benachbarten, nördlich gelegenen Siebeneichen. Beim unweit nördlich gelegenen Sahms kam es zudem zu einem letzten Panzergefecht. Schon am Folgetag rückten die britischen Truppen über Siebeneichen und Roseburg weiter nach Norden vor. Am selben Tag flüchtete die Geschäftsführende Reichsregierung aus dem 70 Kilometer weiter nördlich gelegenen Raum Eutin-Plön weiter nach Flensburg-Mürwik. Den anschließenden Tag marschierten die britischen Soldaten im unweit westlich gelegenen Hamburg ein. Den Tag darauf, erfolgte letztlich die Kapitulation aller deutschen Truppen in Nordwestdeutschland, den Niederlanden und Dänemark.

### Nachkriegszeit bis heute
Büchen wurde in der Nachkriegszeit zu einem Grenzort, denn dort verlief in der Zeit des Kalten Krieges die innerdeutsche Grenze. Als grenznahes Gebiet gefördert und im äußeren Rand des Hamburger Speckgürtels gelegen, konnten sich bei Büchen einige kleine Firmen etablieren und halten.
Der Büchener Bahnhof hat heute eine eher geringe Bedeutung, ist aber immer noch der Knotenpunkt zwischen Hamburg, Berlin, Lübeck und Lüneburg. Als letzter westdeutscher Bahnhof vor der innerdeutschen Grenze war er nicht nur ein großer Güterumschlagsplatz, sondern auch die Bahnhofsmission erlangte eine große Bedeutung. Heute hofft die Gemeinde auf die „weiße Industrie“, den Tourismus, für den die Umgebung durch immer besser ausgebaute (Rad-)Wanderwege attraktiver werden soll. Neben den Wäldern bieten auch die ehemaligen Übungsplätze des mittlerweile geschlossenen Stützpunktes des Bundesgrenzschutzes in Schwarzenbek eine abwechslungsreiche Wanderlandschaft, da hier durch den Einsatz schwerer Fahrzeuge die Landschaft teilweise versteppte und es zur Ausprägung von kleinen Heide-Inseln inmitten von Kiefernwäldern kam.
Über 30 Jahre nach der Öffnung der DDR-Grenze gibt es noch immer keine direkte Straßenverbindung zum Mecklenburger Nachbarort Schwanheide. Der Schwanheider Weg ist an der Landesgrenze nur für Fußgänger und Radfahrer geöffnet.

### Einwohnerentwicklung
| Jahr      | 1885 | 1925 | 1933 | 1939 | 2007 | 2011 | 2017 |
| Einwohner | 179  | 186  | 1529 | 1586 | 5516 | 5617 | 5856 |

## Politik

### Gemeindevertretung
Die Gemeindevertretung ist die kommunale Volksvertretung der Gemeinde Büchen. Über die Zusammensetzung entscheiden die Bürger alle fünf Jahre. Die letzte Kommunalwahl fand am 14. Mai 2023 statt. Diese führte bei einer Wahlbeteiligung von 56,8 % zu dem in den Diagrammen dargestellten Ergebnis.
Vorsitzender der Gemeindevertretung ist der Bürgervorsteher.
Bürgervorsteher
- 2003–2013: Hubertus Döring (CDU)
- 2013–2018: Heike Gronau-Schmidt (SPD)
- seit 2018: Axel Bourjau (ABB)

Zum Vorsitzenden der Gemeindevertretung wurde erneut Axel Bourjau (ABB) gewählt. Stellvertretender Bürgervorsteher ist Bert Müller (CDU), Zweite Stellvertretende Bürgervorsteherin ist Nadine Satzel (SPD).

### Verwaltung
Büchen besitzt eine hauptamtliche Verwaltung und führt die Verwaltungsgeschäfte des Amtes Büchen durch. Leitender Verwaltungsbeamter ist der Bürgermeister der Gemeinde Büchen. Leitende Verwaltungsbeamtin ist die Amtsdirektorin Tanja Volkening. 
Bürgermeister
- bis 2000: Günther Mund (CDU)
- 2000–2024: Uwe Möller (SPD)
- seit 2024: Dennis Gabriel (CDU)

Zum Stellvertretenden Bürgermeister wählte die Gemeindevertretung Henning Lüneburg (CDU), zum Zweiten Stellvertretenden Bürgermeister Patrick Winkler (ABB).

### Kreistag
Bei der Kommunalwahl am 14. Mai 2023 wurde erneut Jens Born (CDU) direkt in den Kreistag gewählt. Seine Mitbewerberin im Wahlkreis 18, Gitta Neemann-Günther (SPD), zog über die Liste in den Kreistag ein. Ebenfalls aus Büchen wurde Henning Lüneburg (CDU) direkt im Wahlkreis 11 in den Kreistag gewählt.

### Wappen
Blasonierung: „In Gold eine bewurzelte Buche mit schwarzem Stamm und grünen Blättern.“

### Städtepartnerschaften
Liperi
Die Partnerschaft der beiden Gemeinden besteht seit 1995.

#### Pausierte Städtepartnerschaft
Bützow
Nach dem Ende des Zweiten Weltkriegs ließen sich frühere Mecklenburger als Heimatvertriebene nieder, unter anderem in der Stadt Büchen, wo sie eine neue Heimat fanden. Um ihre Verbundenheit mit Mecklenburg und insbesondere mit der Stadt Bützow zum Ausdruck zu bringen, wurden in Büchen Straßen nach ihrer Heimatstadt benannt, ebenso wie in Bützow befindliche Straßen: Ellernbruch, der Bützower Ring und die John-Brinkmann-Straße. 
Im Jahr 1962 unterzeichneten Gemeindevertreter auf Antrag des Direktors der Kreisvolkshochschule, Berthold Ditz, einem ehemaligen Bützower einen Patenschaftsvertrag zwischen Büchen und Bützow, der jedoch seit den 1980er Jahren ruht.

## Kultur und Sehenswürdigkeiten
In der Liste der Kulturdenkmale in Büchen stehen die in der Denkmalliste des Landes Schleswig-Holstein eingetragenen Kulturdenkmale.
Die Fähre Siebeneichen ist eine historische Seilfähre zwischen Siebeneichen und Fitzen.
Auf dem ehemaligen Gelände der Deutschen Bahn befindet sich zudem der Skulpturenpark des Künstlers Ludwig Vöpel. Die dort ausgestellten Stücke sind meist aus Stahl und Beton und setzen sich mit den Themen Frieden, Freiheit, Religion und Demokratie auseinander.

### Museen
Kunstausstellungen finden häufig in der Priesterkate (ältestes ehemals landwirtschaftlich genutztes und denkmalgeschütztes Gebäude im Kreis) statt. Zudem befindet sich dort eine historische Dauerausstellung zum Thema „Innerdeutsche Grenze“. Der Eintritt ist frei, sofern keine Sonderveranstaltung stattfindet.

### Veranstaltungen
- Benefizveranstaltung des „Löwenkinder“-Fördervereins „schwerstkranker und behinderter Kinder“ e. V., bei der die Lüneburger Band Booze, Beer & Rhythm auftritt, um so Spenden für behinderte Kinder und die betroffenen Familien zu sammeln.
- Seit dem Jahr 2005 wird das Waldschwimmbad Büchen einmal im Sommer zum Schauplatz eines Open-Air-Konzertes unter dem Motto „Rock am Pool“.
- Eine für Büchen außergewöhnliche Veranstaltung ist Festival des Steinalukulturvereines e. V. Das Ziel des Vereins ist es, das Kulturangebot zu erweitern und es für den Konsumenten möglichst kostengünstig, im Idealfall kostenfrei, anzubieten. Jährlich am zweiten Wochenende im September werden möglichst GEMA freie Bands aus der Umgebung Ihr Bestes geben.
- Die Freiwillige Feuerwehr Büchen veranstaltet am Stichkanal jährlich wiederkehrend am Tag vor Himmelfahrt das „Canale Grande“, wobei sie die Besucher mit illuminierten und musikalisch hinterlegten Wasserspielen begeistert.
- Traditionsgemäß richtet der Schützenverein Büchen und Umgegend e. V. jedes Jahr am Pfingstwochenende sein Schützenfest aus. Neben dem geselligen Beisammensein mit den befreundeten Vereinen wird am Pfingstsonntag auf dem Feldherrnhügel unter großer Anteilnahme der Bevölkerung der Schützenkönig oder die Schützenkönigin proklamiert.
- Im August findet auf dem Bürgerplatz das traditionelle „Bürgerfest“ statt.
- Kultureller Höhepunkt mag wohl der kleine, aber „echte“ Weihnachtsmarkt am zweiten Adventswochenende sein, bei dem es noch handgearbeitete Waren zu kaufen gibt.
- Alljährlich findet am dritten Advent das traditionelle Adventskonzert des VHS-Chores unter Leitung von Peter Winkler statt. Auf dem Programm stehen immer ein bis zwei Kantaten der Renaissance- sowie Barockzeit. Außerdem unterstützt das Collegium Musicum Büchen den Chor, der in der letzten Zeit viele Konzerte gemeinsam mit der Lütauer Kantorei bestreitet.

## Schulen
Schulträger ist der Schulverband Büchen mit seinen Mitgliedsgemeinden Besenthal, Bröthen, Büchen, Fitzen, Gudow, Güster, Klein Pampau, Langenlehsten, Roseburg, Siebeneichen, Tramm und Witzeeze.
- Schulzentrum Büchen mit Friedegart-Belusa-Gemeinschaftsschule, gymnasialer Oberstufe sowie Grundschule
- offene Ganztagsschule

## Wirtschaft und Infrastruktur

### Verkehr
- Der Bahnhof Büchen ist Knotenpunkt der Eisenbahnstrecken Lübeck – Lüneburg und Hamburg – Berlin. Der Bahnhof ist EuroCity-Halt der Linie Hamburg – Berlin – Prag – Budapest
- Anschlussstelle zur A 24 in acht Kilometern Entfernung
- Elbe-Lübeck-Kanal
- Radfernweg „Alte Salzstraße“

### Wirtschaft
- Der Verwaltungs- und Fertigungsbetrieb der auf Pumpen spezialisierten ABEL GmbH & Co. KG befindet sich in Büchen.
- Ein Werk der GEA Group hat in Büchen seinen Sitz.
- Die Heilmann AG hat einen Sitz in Büchen.
- Die Hofmetzgerei Tonn GmbH & Co. KG hat ihren Sitz in Büchen.
- Die GLUDAN GmbH hat einen Sitz in Büchen.
- Die RAMPA GmbH & Co. KG hat einen Sitz in Büchen.

## Persönlichkeiten

### Ehrenbürger
- Erich Drewes, Altbürgermeister
- Günter Mund, Altbürgermeister
- Otto Tuchenhagen, Unternehmer und Firmengründer
- Johannes Wulff, Kommunalpolitiker und Unternehmer
- Hans-Joachim Winter, Kommunalpolitiker

### Söhne und Töchter der Gemeinde
- Heinrich Berling (1817–1896), Reichstagsabgeordneter
- Robert Schmidt (1850–1928), Architekt und Gründer verschiedener Lehranstalten
- Paul Viereck (1865–1944), Philologe, Epigraphiker, Papyrologe und Gymnasiallehrer

### Bekannte Büchener
- Wilfried Erdmann (* 15. April 1940), Einhandsegler und Autor, lebte einige Jahre in Büchen.
- Nils Bahr (* 16. Dezember 1969), Fußballprofi beim Hamburger SV